# FC 바르셀로나 아틀레틱
FC 바르셀로나 아틀레틱(스페인어: Fútbol Club Barcelona Atlètic)은 스페인의 축구 클럽으로 FC 바르셀로나의 리저브 팀이다. 스페인 축구 리그 시스템에서는 리저브 팀은 별개의 리그가 아닌, 그들의 시니어 팀의 하부 계층에 속한다. 하지만 리저브 팀은 그들의 시니어 팀과 같은 디비시온에서는 뛸 수 없게 되어 있다. 즉 라리가로 승격하는 것은 불가능하다. 또한 리저브 팀들은 과거와 달리 코파 델 레이에 참여할 수 없다. 실제로 예전에는 FC 바르셀로나나 레알 마드리드 CF와 같은 강팀들이 리저브 팀과 독자적인 팀 사이의 경계를 상당히 애매하게 만들었다.
FC 바르셀로나 아틀레틱은 그들의 시니어 팀인 FC 바르셀로나와는 구별되는 역사를 가지고 있으며, 1990년대가 되어서야 FC 바르셀로나 B 팀이 되었다. 그 이전에는 'CD 에스파냐 인두스트리알', 'CD 콘달', '바르셀로나 아틀레틱' 등으로 불리는 별개의 클럽이었다. 1993년부터 2007년까지는 FC 바르셀로나 C팀도 존재했는데, 이 팀은 1967년에 창단한 '바르셀로나 아마추어'팀이 그 전신이었다. FC 바르셀로나는 전통적으로 전 세계적인 국적의 선수들을 보유한 팀으로도 널리 알려져 있지만, 칸테라(유스 시스템)부터 뛰어난 선수들을 길러내는 역사로도 유명하다. 수많은 성인 선수들이 이러한 유소년 팀을 거쳐서 성장하였다.
1980년대 중후반 생 선수들이 무더기로 FC 바르셀로나 A로 조기 승격하는 일이 발생했는데 이들은 FC 바르셀로나의 황금세대이며 주요 멤버로는 리오넬 메시, 세스크 파브레가스, 제라르드 피케 등이 있다.
바르셀로나 아틀레틱은 2019년 8월 27일에 개장한 에스타디 요한 크라위프로 대체되기 전까지 캄프 누 바로 옆에 위치한 미니 에스타디에서 홈 경기를 치렀다. 미니 에스타디는 세계에서 가장 훌륭한 리저브 팀 경기장으로 유명했다. 1982년에 개장하였고 2019년에 해체되기 전까지 바르셀로나 드래곤즈와 안도라 축구 국가대표팀의 홈 구장으로 이용되어 오기도 했다.
1990년에 명칭을 FC 바르셀로나 B로 바꾸었지만 2008년에 회장인 주안 라포르타가 FC 바르셀로나 아틀레틱으로 명칭을 바꾸었다. 하지만 2년뒤에 그의 후임자였던 산드로 로셀이 다시 원래의 명칭으로 바꾸었다가 이후 2021년에 라포르타가 다시 회장으로 선출되면서 2022년에 FC 바르셀로나 아틀레틱이라는 명칭으로 되돌려졌다.
2008년 여름에 1군 팀 감독으로 옮겨간 펩 과르디올라를 이어 루이스 엔리케가 감독직을 맡게 되었다. 2009-10 시즌 세군다 디비시온 B 3조에서 2위를 기록하며 승격 플레이오프에서 승리하며 11년만에 2부 리그로 승격했고 다음 시즌을 3위로 마쳤지만 리저브 팀에 대한 라리가 규정에 의해 승격하지는 못했고 현재는 다시 3부 리그에 머물고 있다.

## 선수 명단

### 현역
참고: FIFA 자격 규정에 따라 소속된 국가대표팀 국기를 표시합니다. 선수는 복수의 FIFA 비회원국 국적을 가지고 있을 수 있습니다.
| 번호 | 포지션 | 국적 | 이름        |
| ---- | ------ | ---- | ----------- |
| 13   | GK     |      | 디에고 코첸 |

| 번호 | 포지션 | 국적   | 이름          |
| ---- | ------ | ------ | ------------- |
| 15   | FW     | 가나   | 아지즈 이사   |
| 21   | MF     |        | 노아 다르위시 |
| 24   | FW     | 카메룬 | 이반 세드릭   |

## 역대 감독
| 감독                              | 임기        |
| --------------------------------- | ----------- |
| 펩 과르디올라                     | 2007 ~ 2008 |
| 루이스 엔리케 마르티네스 가르시아 | 2008 ~ 2011 |
| 제라르드 로페스                   | 2015 ~ 2018 |
| 라파엘 마르케스                   | 2022 ~      |

## 같이 보기
- FC 바르셀로나

틀:FC 바르셀로나 아틀레틱